# Domaine du Sauvage
Le domaine du Sauvage est une ancienne domerie des Templiers, située dans le massif de la Margeride, au sein du Massif central, entre 1 214 et 1 433 mètres d'altitude.
Niché sur le chemin de Saint-Jacques-de-Compostelle (GR 65), le domaine du Sauvage se distingue comme une étape incontournable, offrant un espace d'altitude mariant habitats forestiers, pelouses, landes et zones humides. De plus, le site attire un nombre significatif de visiteurs, notamment pour la randonnée estivale et le ski de fond en hiver.

## Toponymie
Le nom dérive du latin silva, signifiant « forêt ».
Le domaine est attesté sous Villa dels Salvatges en 1217, lo Salvatges de Ripagenos en 1334, le Solvaighe en 1523 et le Souvage en 1537.

## Histoire
L'Hospitalet, un petit établissement hospitalier situé à proximité du domaine du Sauvage, voit le jour en 1198 grâce à l'initiative conjointe d'Hélie de Chanaleilles et d'Hugues de Thoras, avant d'être confié aux Templiers. Par la suite, le 13 mai 1217, le seigneur Pons de Douchanès cède le domaine du Sauvage à l'hôtel-Dieu du Puy-en-Velay.
En 1314, à la suite de la confiscation de tous les biens de l'ordre, le domaine et l'hôpital sont réputés être attribués à l'hôtel-Dieu du Puy, avec les revenus destinés aux hospitaliers de l'ordre de Saint-Jean de Jérusalem et le service religieux assuré par les prêtres de Saint-Médard de Saugues.
En l'an 1401, le domaine du Sauvage compte une estive de 260 bovins, révélant ainsi sa vocation pastorale. Cette activité lucrative contribue à l'approvisionnement financier de l'hôtel-Dieu en fournissant une source régulière de viande et de produits laitiers.
En 1816, le domaine du Sauvage, vendu, passe sous la propriété de la famille Saint-Léger, puis est transmis à leurs descendants, la famille Chirac, qui en conserve la jouissance pendant 154 ans.

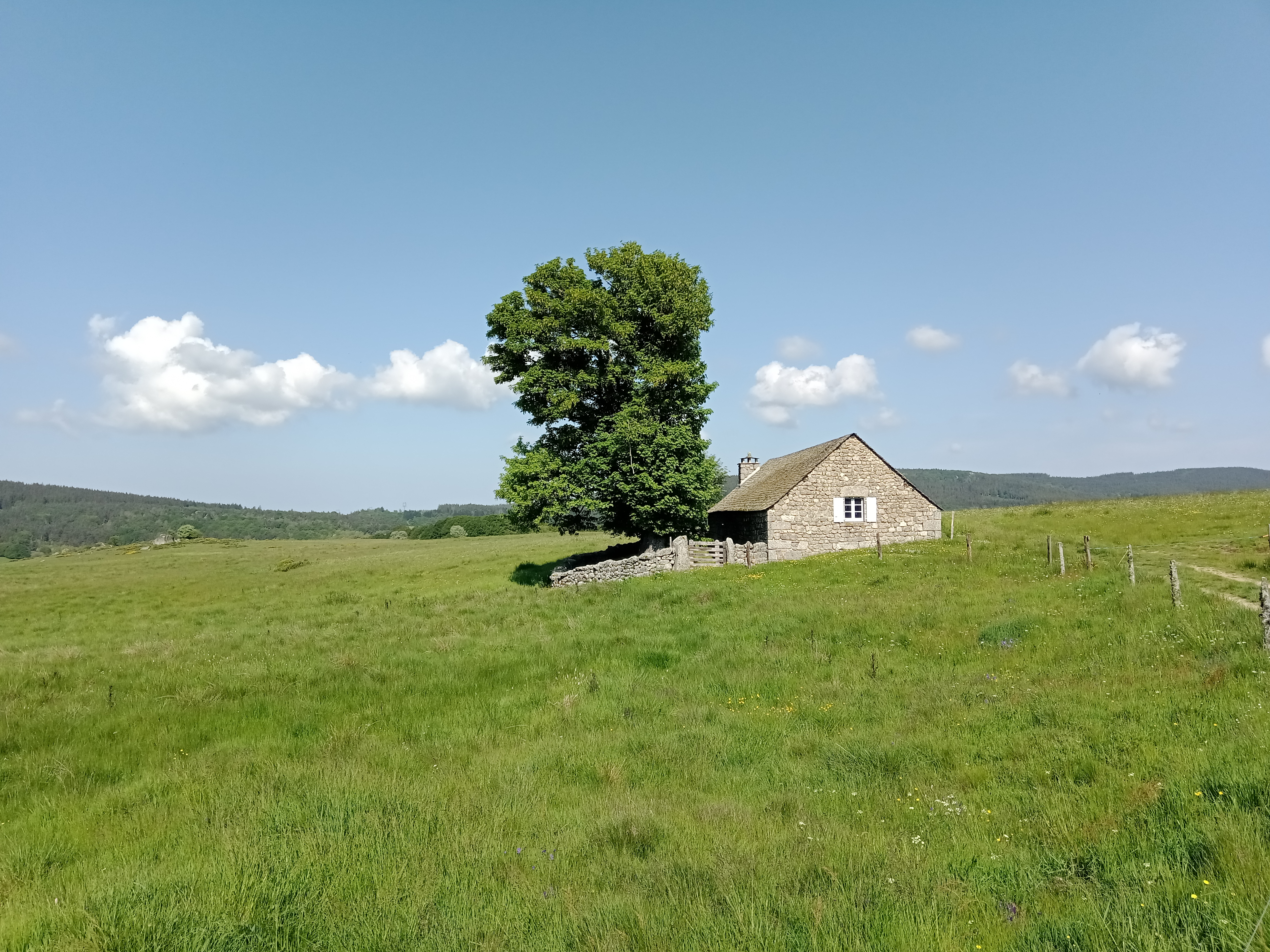
Buron du Sauvage.

À proximité du domaine se trouve également un buron, une construction en pierre destinée à la fabrication de fromage. Ce buron était spécialement utilisé pour la production de fourmes de type Laguiole.
Le domaine est acheté par le conseil général de la Haute-Loire en 1976.

## Environnement
Cet espace d'altitude, réunissant des milieux forestiers, ouverts et humides, tire son intérêt de la diversité de ses environnements sur substrat granitique : il comprend des landes sèches et des prairies de fauche, ainsi que des tourbières d'altitude où le bouleau nain est présent, en plus de hêtraies acidophiles.
Le site est classé comme un espace naturel sensible et est intégré au sein du site Natura 2000 « Sommets et versants orientaux de Margeride », sous la gestion du SMAT du Haut-Allier.

## Valorisation du patrimoine
Jusqu'aux années 1960, des éleveurs transhumants du Languedoc ont conduit leurs troupeaux ovins jusqu'au domaine du Sauvage. À présent, environ 150 unités de gros bétail, principalement des bovins, assurent l'entretien du site par le pâturage de mai à octobre.
Le domaine du Sauvage a aussi été transformé en auberge et gîte d'étape, dirigés par un collectif de 31 agriculteurs associés. Ces agriculteurs assurent la transformation et la vente directe de leurs produits,.